# Смути
Смути је пиће направљено од пасираног сировог воћа и /или поврћа, помоћу блендера. Често има течну основу као што је воћни сок, млијечни производи, као што су млијеко, јогурт, сладолед. Смутији се могу правити од других састојака, као што су немлијечно млијеко, дробљени лед, заслађивачи (мед или шећер), сирће, сурутка у праху, чоколада или додаци исхрани, између осталог, по личном избору.

## Састав
Као производи за које се обично користе сирово воће или поврће, смутији укључују дијетална влакна (нпр. пулпа, кожа и семе) и тако су гушћи од воћних сокова, често конзистенције сличне млијечном напитку. Смутији, посебно „зелени смутији“ који укључују поврће, могу се продавати људима који су свесни здравља јер су здравији од млијечних шејкова.
Здравост смутија зависи од њихових састојака и њихових пропорција. Многи слаткиши укључују велике или вишеструке порције воћа и поврћа, које се препоручују у здравој исхрани и намјеењене су замјени оброка. Међутим, воћни сок који садржи велике количине шећера може повећати унос калорија и поспјешити повећање тјелесне тежине. Слично томе, састојци попут протеина у праху, заслађивача или сладоледа често се користе у рецептима за смутјие, од којих неки највише доприносе укусу и даљем уносу калорија.

## Зелени смути
Зелени смути обично се састоји од 40-50% зеленог поврћа (отприлике половина), обично сировог зеленог лиснатог поврћа, као што су спанаћ, кељ, швајцарска блитва, зеленило, целер, першун или броколи, с тим да су преостали састојци углавном или у потпуности воће. Пшенична трава и спирулина се такође користе као здрави састојци. Већина зеленог лиснатог поврћа има горак укус када се сервира сирово, али то се може побољшати избором одређеног мање горког поврћа (нпр. беби спанаћ) или комбиновањем са одређеним воћем (нпр. банана омекшава и укус и текстуру). Неки произвођачи блендера сада своје производе посебно циљају на прављење зелених смутија и дају књижицу рецепата за њих.